# Druckgas
Als Druckgas werden nach Bundesarbeitsblatt alle Stoffe und teilweise auch Stoffgemische bezeichnet, 
- deren kritische Temperatur Tc unter 50 °C liegt oder
- deren Sättigungsdampfdruck bei 50 °C über 300 kPa ist oder
- deren Dampfdruck bei 15 °C über 200 kPa ist.

## Sicherheitshinweise
Viele Druckgase sind gefährlich aufgrund ihrer Reaktivität. Unterschieden werden
- Brennbare Gase: Ein Gemisch des Druckgases mit Luft kann entzündet werden (bspw. Methan)
- Selbstentzündliche Gase: Ähnlich wie Brennbarkeit, allerdings ist die Zündtemperatur unter 100 °C
- Chemisch instabile Gase: 
  - Durch Erhitzung tritt ein exothermer Zerfall auf
  - Durch katalytisch wirksame Substanzen (bspw. alleine durch ungeeignete Behälter) setzt eine chemische Reaktion ein
- Giftige Gase
- Korrosive Gase (bspw. Schwefeldioxid)

Wichtig ist diese Klassifizierung insbesondere für die Art der verwendeten Druckgasbehälter (Gasflaschen, Gaskartuschen).

## Verwendung

### Energieträger
Die bei der Kompression aufgewendete Arbeit kann beim Entspannen des Gases genutzt werden.
- Druckgasförderung wurde bei Raketen mit Flüssigkeits-Treibstoff vor der Verfügbarkeit von Förderturbinen verwendet
- Pneumatik (insbesondere auch für Druckluft)
- Treibgas

### Inhibitoren
- Komprimierte inerte Gase (insbesondere Argon, Stickstoff und Kohlendioxid) dienen als Schutzgase bei chemischen Reaktionen, die unter Sauerstoffausschluss stattfinden müssen
- Komprimiertes Kohlendioxid wird zum Feurlöschen verwendet

### Transport und Aufbewahrung
- Viele nicht-verflüssigbare Gase (überkritische Substanzen, bspw. Wasserstoff, Stickstoff, Sauerstoff, Methan, Helium etc.) werden nur komprimiert transportiert und gelagert, um den Platzbedarf zu verringern; siehe Druckgasbehälter
- Treibstoffe für Erdgas- und Wasserstoff-betriebene Fahrzeuge